# Uracentron azureum
Uracentron azureum là một loài thằn lằn trong họ Tropiduridae. Loài này được Linnaeus mô tả khoa học đầu tiên năm 1758.